# Barrage de Meaux
Le barrage de Meaux enjambe la Marne entre Meaux et Villenoy. 
Il fut construit en 1937 et mis en service en 1939. Sa fonction est de maintenir et de réguler la retenue du bief entre Meaux et l'Isles-les-Meldeuses (20,45km). Le plan d'eau de l'écluse du canal de Meaux à Chalifert est situé en aval du barrage, est d'un niveau inférieur à la Marne traversant la ville. 
Le barrage repose sur une architecture métallique surmontée d'un chariot se déplaçant transversalement, et d'un bras de manœuvre, pour insérer des hausses de type "Aubert". Ce sont des panneaux métalliques articulés de 1,50m x 6m. Ils sont au nombre de 37, pour contrôler le niveau d'eau en amont du barrage. Chaque hausse pèse 6 tonnes.
Ce type de barrage est en voie de disparition dans le bassin de la Seine, il fait partie des derniers utilisant ce principe. En effet, les plus récents sont à clapets.

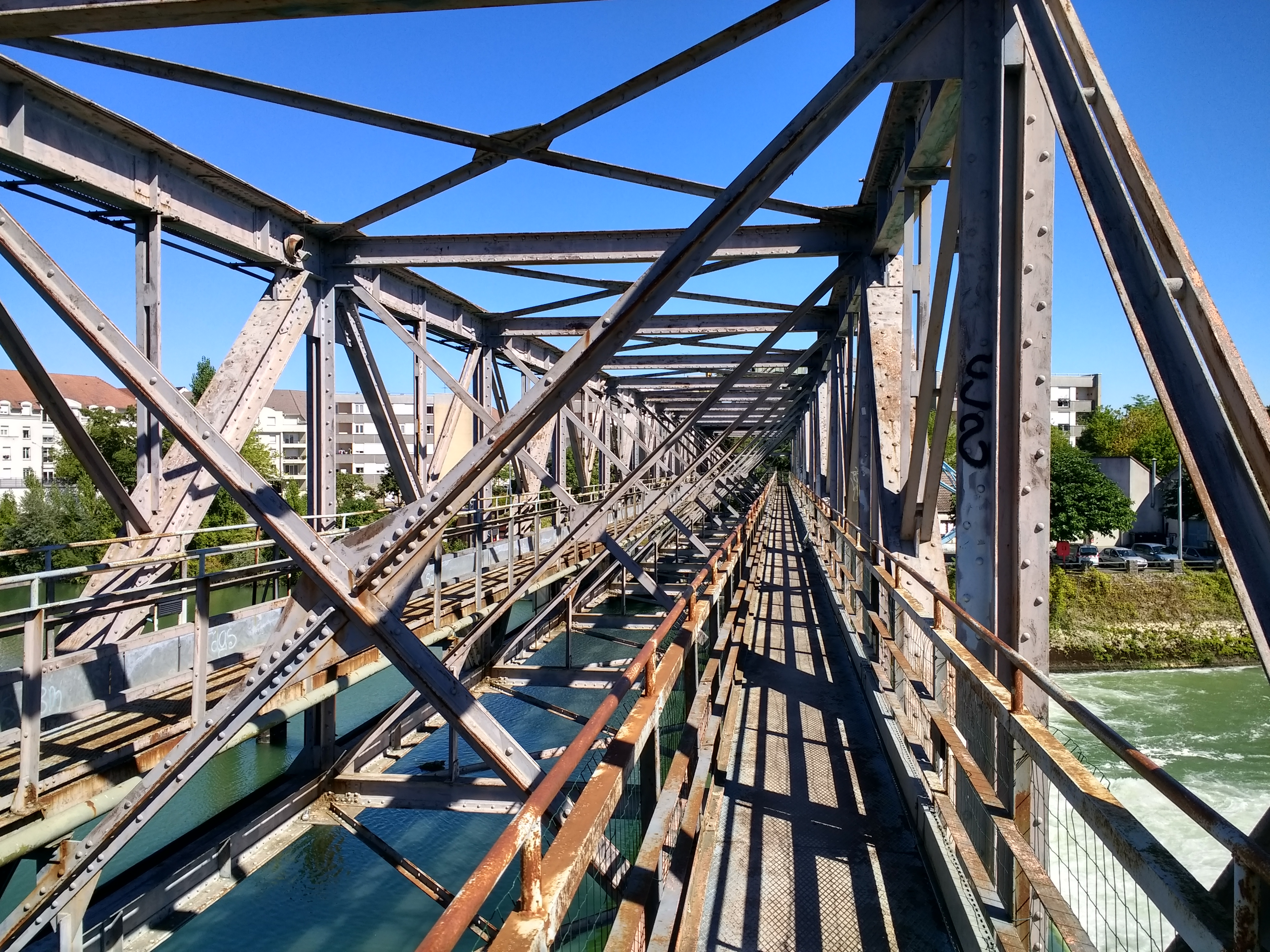
Passerelle du barrage de Meaux

Le barrage possédait une passerelle piétonne condamnée depuis l'ouverture d'une nouvelle passerelle à proximité en amont.
Datant de la fin de la première moitié du XXe siècle, ce barrage témoigne de signes de vétusté qui affectent le trafic fluvial de la Marne, rivière navigable. De ce fait, un projet de remplacement est en cours pour moderniser le barrage. Des travaux sont prévus pour 2020,.
Ces travaux n'ont pas commencé en 2025. Le barrage   a subi une avarie en mai 2025.